# LordX

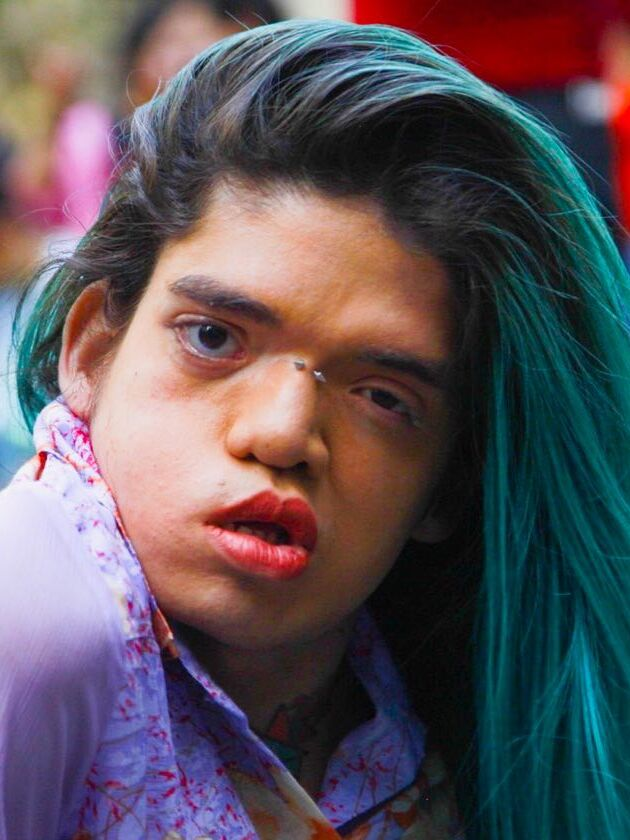
LordX

LordX é uma figura importante e conhecida no âmbito de programas e criação de conteúdo adulto em plataformas como OnlyFans e Privacy. Ele também teve um papel de menor importância no âmbito de hacking fazendo parte do grupo Terminal 404.
Fonte: https://www.onIyfans.com/lordx